# Auxerrexpo
Auxerrexpo est le parc d'expositions et le centre de congrès de la ville d'Auxerre.
Construit par la collectivité en 1993 avec le Cabinet ATRIA Architectes dirigé par Jean-Pierre Bosquet.
Il se situe dans le quartier Rive Droite à proximité d'un échangeur A6 et de la RN6. D'une surface de 6 000 m2, le Parc est capable d'accueillir et d'organiser tous types de manifestations (concerts, galas, congrès, etc.) de 50 à 6 000 personnes.
Auxerrexpo  possède 3 activités principales :
1. Organiser des événements : Concerts, Salons B to B et B to C, Foires.
2. Accueillir des événements grand public, professionnels et corporates : Auxerrexpo  s’occupe de la gestion     des événements accueillis et loués pour vos manifestations : Foires, Salons, Congrès, Conventions, Concerts, expos, événements coporates.
3. Assurer le suivi technique et logistique de vos événements en vous conseillant et en participant à leur production.

Il dispose pour cela de :
- un hall de 4 000 m2, pouvant accueillir 3 500 personnes assises en formule réunion, 5 500 debout en formule spectacle, 2 000 en formule repas ;
- un hall de 1 000 m2 : 800 personnes assises en formule réunion, 1 000 debout en formule spectacle, 600 en formule repas ;
- une salle de 1 000 m2 moquettée et modulable par des cloisons en 2 × 500 m2, dont une partie divisible en 2 × 250 m2, 800 personnes assises en formule réunion, 1 000 debout en formule spectacle, 600 en formule repas, modulable de 50 à 1 000 personnes.